# Bob Marley/Auszeichnungen für Musikverkäufe

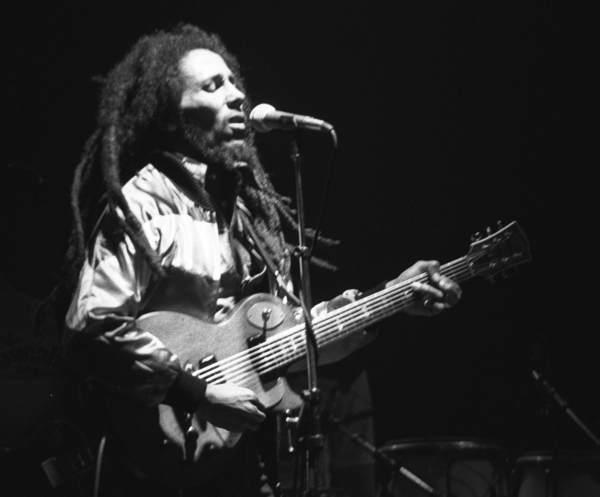
Bob Marley (1980)

Dies ist eine Übersicht über die Auszeichnungen für Musikverkäufe des jamaikanischen Reggae-Musikers Bob Marley und den Veröffentlichungen mit seiner Band The Wailers. Die Auszeichnungen finden sich nach ihrer Art (Gold, Platin usw.), nach Staaten getrennt in chronologischer Reihenfolge, geordnet sowie nach den Tonträgern selbst in alphabetischer Reihenfolge, getrennt nach Medium (Alben, Singles usw.), wieder.

## Auszeichnungen
| - Frankreich - 1992: für das Album Burnin’ - 1996: für die Autorenbeteiligung No Woman, No Cry (Fugees) - 1999: für die Single Sun Is Shining (Funkstar De Luxe Remix) - 1999: für die Single Turn Your Lights Down Low - Vereinigtes Königreich - 1976: für das Album Live! - 1983: für das Album Burnin’ - 1993: für das Album Songs of Freedom - 1999: für die Single Sun Is Shining (Funkstar De Luxe Remix) - 2013: für das Album The Essential Collection - 2013: für die Autorenbeteiligung No Woman, No Cry (Fugees) - 2019: für das Album A Legend: 50 Reggae Classics - 2020: für das Album Chant Down Babylon - 2020: für die Autorenbeteiligung Window Shopper (50 Cent) - 2021: für die Single I Shot the Sheriff - 2022: für die Single Get Up, Stand Up - 2024: für die Single Exodus - 2024: für die Single Satisfy My Soul - 2024: für die Single Natural Mystic - 2025: für die Single Turn Your Lights Down Low - 2025: für die Single Sun Is Shining (Version ’77) - 2025: für das Album Confrontation - Argentinien - 1995: für das Album Natural Mystic – The Legend Lives On - Australien - 1982: für das Album Rastaman Vibration - 1982: für das Album Uprising - 1997: für die Autorenbeteiligung I Shot the Sheriff (Warren G) - 2008: für das Album The Great Bob Marley - Belgien - 1999: für die Single Sun Is Shining (Funkstar De Luxe Remix) - 2001: für das Album One Love – The Very Best of - Brasilien - 2006: für das Album One Love – The Very Best of - 2009: für die Single Is This Love - 2009: für die Single No Woman, No Cry - 2023: für die Autorenbeteiligung Window Shopper (50 Cent) - 2024: für die Single Could You Be Loved - 2024: für die Single One Love / People Get Ready - 2024: für die Single Jamming - 2024: für die Single Three Little Birds - 2024: für die Single Redemption Song - Dänemark - 2001: für das Album One Love – The Very Best of - 2025: für das Album Uprising - Deutschland - 1981: für das Album Uprising - 1981: für das Album Babylon by Bus - 1992: für das Album Live! - 1992: für das Album Exodus - 1992: für das Album Kaya - 2011: für die Autorenbeteiligung Stay the Night (James Blunt) - 2012: für das Videoalbum Legend - 2023: für die Single Is This Love - 2023: für die Single Could You Be Loved - 2023: für die Single Three Little Birds - Finnland - 1984: für das Album Legend - Frankreich - 1980: für das Album Rastaman Vibration - 1980: für das Album Live! - 1982: für das Album Natty Dread - 1982: für das Album Chances Are - 1984: für das Album Confrontation - 1992: für das Album Catch a Fire - 1995: für das Album Natural Mystic – The Legend Lives On - 1995: für das Album Chant Down Babylon - 2004: für das Videoalbum Spiritual Journey - 2005: für das Videoalbum Live - Italien - 2011: für die Autorenbeteiligung Stay the Night (James Blunt) - 2014: für die Single No Woman, No Cry - 2017: für die Single Redemption Song - 2018: für die Single Jamming - 2018: für die Single Buffalo Soldier - 2019: für die Single One Love / People Get Ready - 2022: für das Album Exodus - 2024: für das Album Uprising - Kanada - 1979: für das Album Exodus - 1982: für das Album Survival - 2000: für das Album Chant Down Babylon - 2005: für das Album Bob Marley 1967–1972 – Gold - Neuseeland - 1989: für das Album Rebel Music - 1993: für die Single Iron Lion Zion - 1996: für die Autorenbeteiligung No Woman, No Cry (Fugees) - 1997: für die Autorenbeteiligung I Shot the Sheriff (Warren G) - 2000: für die Single Sun Is Shining (Funkstar De Luxe Remix) - 2011: für die Autorenbeteiligung Stay the Night (James Blunt) - 2024: für das Album Catch a Fire - Niederlande - 2000: für das Album Legend (Mercury Records BV) - 2001: für das Album Babylon by Bus (Mercury Records BV) - Norwegen - 1994: für das Album Legend - Österreich - 1993: für das Album Live! - Polen - 1999: für das Album Legend - Portugal - 2020: für die Single Jamming - Schweden - 1999: für die Single Sun Is Shining (Funkstar De Luxe Remix) - 2000: für das Album Legend - 2000: für die Single Turn Your Lights Down Low - 2001: für das Album One Love – The Very Best of - Schweiz - 1993: für das Album Live! - 1998: für das Album Natural Mystic – The Legend Lives On - 2000: für das Album Chant Down Babylon - 2001: für das Album One Love – The Very Best of - 2005: für das Videoalbum Legend - Spanien - 1981: für das Album Uprising - 1995: für das Album Natural Mystic – The Legend Lives On - 2024: für die Single Jamming - 2024: für die Single No Woman, No Cry - 2024: für die Single One Love / People Get Ready - 2024: für die Single Redemption Song - 2024: für die Single Buffalo Soldier - Vereinigte Staaten - 1974: für die Autorenbeteiligung I Shot the Sheriff (Eric Clapton) - 1994: für das Album Burnin’ - 1996: für das Album Live! - 1996: für das Album Rastaman Vibration - 1996: für das Album Exodus - 1996: für das Album Kaya - 1996: für das Album Uprising - 1996: für das Album Confrontation - 1997: für die Autorenbeteiligung I Shot the Sheriff (Warren G) - 1997: für das Album Natural Mystic – The Legend Lives On - 1998: für das Videoalbum Time Will Tell - 2000: für das Album Chant Down Babylon - 2004: für das Videoalbum Bob Marley: The Legend Live - 2006: für den Mastertone Window Shopper (50 Cent) - 2006: für das Videoalbum Live at the Rainbow - Vereinigtes Königreich - 1983: für das Album Natty Dread - 1983: für das Album Rastaman Vibration - 1995: für das Album Natural Mystic – The Legend Lives On - 2001: für das Album One Love – The Very Best of - 2005: für das Album Africa Unite: The Singles Collection - 2013: für das Album The Best of Bob Marley & The Wailers - 2013: für das Videoalbum Legend - 2013: für das Album Lively Up Yourself - 2017: für das Videoalbum Live at the Rainbow - 2018: für das Album Babylon by Bus - 2018: für das Album Uprising - 2020: für das Album Catch a Fire - 2023: für die Single Waiting In Vain - 2024: für die Single Stir It Up - 2025: für das Album Survival | - Argentinien - 2001: für das Album One Love – The Very Best of - 2003: für das Videoalbum Bob Marley: The Legend Live - 2005: für das Videoalbum Live - Australien - 1979: für das Album Kaya - 2004: für das Album One Love – The Very Best of - 2011: für die Autorenbeteiligung Stay the Night (James Blunt) - Dänemark - 2024: für die Single Could You Be Loved - 2025: für die Single Is This Love - 2025: für die Single Three Little Birds - Deutschland - 1992: für das Album Legend - Europa - 2001: für das Album One Love – The Very Best of - 2003: für das Album Natural Mystic – The Legend Lives On - Frankreich - 1983: für das Album Exodus - 1992: für das Album Survival - 1992: für das Album Babylon by Bus - 2005: für das Videoalbum Legend - Italien - 2017: für die Single Is This Love - 2019: für die Single Could You Be Loved - 2021: für die Single Three Little Birds - Japan - 2002: für das Album One Love – The Very Best of - Kanada - 1992: für das Album Songs of Freedom - 2002: für das Album One Love – The Very Best of - Neuseeland - 1981: für das Album Natty Dread - 2001: für das Album One Love – The Very Best of - 2005: für das Videoalbum Legend - 2022: für die Single Stir It Up - 2025: für das Album One Love - Niederlande - 1979: für das Album Live! - 1980: für das Album Babylon by Bus (Ariola Benelux B.V.) - 1986: für das Album Legend (Ariola Benelux B.V.) - 2001: für das Album One Love – The Very Best of - Portugal - 2024: für die Single Could You Be Loved - Spanien - 1980: für das Album Survival - 1998: für das Album Legend - 2001: für das Album One Love – The Very Best of - 2024: für die Single Could You Be Loved - 2024: für die Single Three Little Birds - Vereinigte Staaten - 1996: für das Videoalbum The Bob Marley Story: Caribbean Nights - 2003: für das Videoalbum Legend - 2023: für die Autorenbeteiligung Window Shopper (50 Cent) - Vereinigtes Königreich - 2018: für das Album Exodus - 2021: für die Single Jamming - 2022: für die Single No Woman, No Cry - 2022: für die Single Buffalo Soldier - 2022: für die Single One Love / People Get Ready - 2025: für die Single Is This Love (Remix) - 2025: für die Single Redemption Song - 2025: für das Album Kaya | - Argentinien - 2001: für das Videoalbum One Love – The Very Best of - Frankreich - 1992: für das Album Kaya - 1992: für das Album Uprising - Italien - 2019: für das Album Legend - Kanada - 1989: für das Album Legend - Neuseeland - 1978: für das Album Rastaman Vibration - 1979: für das Album Babylon by Bus - 1980: für das Album Survival - 1983: für das Album Confrontation - 1995: für das Album Natural Mystic – The Legend Lives On - 2000: für die Single Turn Your Lights Down Low - 2023: für das Album Exodus - 2024: für die Single Redemption Song - 2024: für die Single Waiting In Vain - 2024: für die Single No Woman, No Cry - Österreich - 1993: für das Album Legend - Spanien - 2024: für die Single Is This Love - Vereinigte Staaten - 1994: für das Album Songs of Freedom - Vereinigtes Königreich - 2016: für das Videoalbum Marley - 2024: für die Single Could You Be Loved - 2024: für die Single Is This Love - Neuseeland - 1981: für das Album Kaya - 2010: für das Album Chant Down Babylon - 2023: für die Single Buffalo Soldier - 2024: für die Single One Love / People Get Ready - Schweiz - 1992: für das Album Legend - Vereinigtes Königreich - 2024: für die Single Three Little Birds - Argentinien - 1992: für das Album Legend - Belgien - 2008: für das Album Legend - Neuseeland - 1981: für das Album Uprising - 2025: für die Single Jamming - Australien - 2022: für das Album Legend - Neuseeland - 2024: für die Single Is This Love - 2024: für die Single Three Little Birds - Neuseeland - 2025: für die Single Could You Be Loved - Argentinien - 1992: für das Videoalbum Legend - Vereinigtes Königreich - 2025: für das Album Legend - Vereinigte Staaten - 2024: für das Album Legend - Neuseeland - 2014: für das Album Legend - Frankreich - 1995: für das Album Legend |

## Auszeichnungen nach Alben

### A Legend: 50 Reggae Classics
| Land/Region                  | Auszeichnungen für Musikverkäufe (Land/Region, Auszeichnung, Verkäufe) | Verkäufe |
| ---------------------------- | ---------------------------------------------------------------------- | -------- |
| Vereinigtes Königreich (BPI) | Silber                                                                 | 60.000   |
| Insgesamt                    | 1× Silber ·                                                            | 60.000   |

### Africa Unite: The Singles Collection
| Land/Region                  | Auszeichnungen für Musikverkäufe (Land/Region, Auszeichnung, Verkäufe) | Verkäufe |
| ---------------------------- | ---------------------------------------------------------------------- | -------- |
| Vereinigtes Königreich (BPI) | Gold                                                                   | 100.000  |
| Insgesamt                    | 1× Gold ·                                                              | 100.000  |

### Babylon by Bus
| Land/Region                  | Auszeichnungen für Musikverkäufe (Land/Region, Auszeichnung, Verkäufe) | Verkäufe |
| ---------------------------- | ---------------------------------------------------------------------- | -------- |
| Deutschland (BVMI)           | Gold                                                                   | 250.000  |
| Frankreich (SNEP)            | Platin                                                                 | 300.000  |
| Neuseeland (RMNZ)            | 2× Platin                                                              | 40.000   |
| Niederlande (NVPI)           | Platin (Ariola Benelux B.V.) · + Gold (Mercury Records BV)             | 140.000  |
| Vereinigtes Königreich (BPI) | Gold                                                                   | 100.000  |
| Insgesamt                    | 3× Gold · 4× Platin ·                                                  | 830.000  |

### Bob Marley 1967–1972 – Gold
| Land/Region | Auszeichnungen für Musikverkäufe (Land/Region, Auszeichnung, Verkäufe) | Verkäufe |
| ----------- | ---------------------------------------------------------------------- | -------- |
| Kanada (MC) | Gold                                                                   | 50.000   |
| Insgesamt   | 1× Gold ·                                                              | 50.000   |

### Burnin’
| Land/Region                  | Auszeichnungen für Musikverkäufe (Land/Region, Auszeichnung, Verkäufe) | Verkäufe |
| ---------------------------- | ---------------------------------------------------------------------- | -------- |
| Frankreich (SNEP)            | Silber                                                                 | 100.000  |
| Vereinigte Staaten (RIAA)    | Gold                                                                   | 500.000  |
| Vereinigtes Königreich (BPI) | Silber                                                                 | 60.000   |
| Insgesamt                    | 2× Silber · 1× Gold ·                                                  | 660.000  |

### Catch a Fire
| Land/Region                  | Auszeichnungen für Musikverkäufe (Land/Region, Auszeichnung, Verkäufe) | Verkäufe |
| ---------------------------- | ---------------------------------------------------------------------- | -------- |
| Frankreich (SNEP)            | Gold                                                                   | 100.000  |
| Neuseeland (RMNZ)            | Gold                                                                   | 7.500    |
| Vereinigtes Königreich (BPI) | Gold                                                                   | 100.000  |
| Insgesamt                    | 3× Gold ·                                                              | 207.500  |

### Chances Are
| Land/Region       | Auszeichnungen für Musikverkäufe (Land/Region, Auszeichnung, Verkäufe) | Verkäufe |
| ----------------- | ---------------------------------------------------------------------- | -------- |
| Frankreich (SNEP) | Gold                                                                   | 100.000  |
| Insgesamt         | 1× Gold ·                                                              | 100.000  |

### Chant Down Babylon
| Land/Region                  | Auszeichnungen für Musikverkäufe (Land/Region, Auszeichnung, Verkäufe) | Verkäufe |
| ---------------------------- | ---------------------------------------------------------------------- | -------- |
| Frankreich (SNEP)            | Gold                                                                   | 100.000  |
| Kanada (MC)                  | Gold                                                                   | 50.000   |
| Neuseeland (RMNZ)            | 3× Platin                                                              | 45.000   |
| Schweiz (IFPI)               | Gold                                                                   | 25.000   |
| Vereinigte Staaten (RIAA)    | Gold                                                                   | 500.000  |
| Vereinigtes Königreich (BPI) | Silber                                                                 | 60.000   |
| Insgesamt                    | 1× Silber · 4× Gold · 3× Platin ·                                      | 780.000  |

### Confrontation
| Land/Region                  | Auszeichnungen für Musikverkäufe (Land/Region, Auszeichnung, Verkäufe) | Verkäufe |
| ---------------------------- | ---------------------------------------------------------------------- | -------- |
| Frankreich (SNEP)            | Gold                                                                   | 100.000  |
| Neuseeland (RMNZ)            | 2× Platin                                                              | 40.000   |
| Vereinigte Staaten (RIAA)    | Gold                                                                   | 500.000  |
| Vereinigtes Königreich (BPI) | Silber                                                                 | 60.000   |
| Insgesamt                    | 1× Silber · 2× Gold · 2× Platin ·                                      | 700.000  |

### Exodus
| Land/Region                  | Auszeichnungen für Musikverkäufe (Land/Region, Auszeichnung, Verkäufe) | Verkäufe  |
| ---------------------------- | ---------------------------------------------------------------------- | --------- |
| Deutschland (BVMI)           | Gold                                                                   | 250.000   |
| Frankreich (SNEP)            | Platin                                                                 | 400.000   |
| Italien (FIMI)               | Gold                                                                   | 25.000    |
| Kanada (MC)                  | Gold                                                                   | 50.000    |
| Neuseeland (RMNZ)            | 2× Platin                                                              | 60.000    |
| Vereinigte Staaten (RIAA)    | Gold                                                                   | 500.000   |
| Vereinigtes Königreich (BPI) | Platin                                                                 | 300.000   |
| Insgesamt                    | 4× Gold · 4× Platin ·                                                  | 1.585.000 |

### Kaya
| Land/Region                  | Auszeichnungen für Musikverkäufe (Land/Region, Auszeichnung, Verkäufe) | Verkäufe  |
| ---------------------------- | ---------------------------------------------------------------------- | --------- |
| Australien (ARIA)            | Platin                                                                 | 50.000    |
| Deutschland (BVMI)           | Gold                                                                   | 250.000   |
| Frankreich (SNEP)            | 2× Platin                                                              | 600.000   |
| Neuseeland (RMNZ)            | 3× Platin                                                              | 60.000    |
| Vereinigte Staaten (RIAA)    | Gold                                                                   | 500.000   |
| Vereinigtes Königreich (BPI) | Platin                                                                 | 300.000   |
| Insgesamt                    | 2× Gold · 7× Platin ·                                                  | 1.760.000 |

### Legend
| Land/Region                  | Auszeichnungen für Musikverkäufe (Land/Region, Auszeichnung, Verkäufe) | Verkäufe   |
| ---------------------------- | ---------------------------------------------------------------------- | ---------- |
| Argentinien (CAPIF)          | 4× Platin                                                              | 240.000    |
| Australien (ARIA)            | 6× Platin                                                              | 420.000    |
| Belgien (BRMA)               | 4× Platin                                                              | 200.000    |
| Deutschland (BVMI)           | Platin                                                                 | 500.000    |
| Finnland (IFPI)              | Gold                                                                   | 36.703     |
| Frankreich (SNEP)            | Diamant                                                                | 1.000.000  |
| Italien (FIMI)               | 2× Platin                                                              | 100.000    |
| Kanada (MC)                  | 2× Platin                                                              | 200.000    |
| Neuseeland (RMNZ)            | 20× Platin                                                             | 300.000    |
| Niederlande (NVPI)           | Platin (Ariola Benelux B.V.) · + Gold (Mercury Records BV)             | 140.000    |
| Norwegen (IFPI)              | Gold                                                                   | 25.000     |
| Österreich (IFPI)            | 2× Platin                                                              | 100.000    |
| Polen (ZPAV)                 | Gold                                                                   | 50.000     |
| Schweden (IFPI)              | Gold                                                                   | 40.000     |
| Schweiz (IFPI)               | 3× Platin                                                              | 150.000    |
| Spanien (Promusicae)         | Platin                                                                 | 100.000    |
| Vereinigte Staaten (RIAA)    | 18× Platin                                                             | 18.000.000 |
| Vereinigtes Königreich (BPI) | 15× Platin                                                             | 4.500.000  |
| Insgesamt                    | 5× Gold · 69× Platin · 2× Diamant ·                                    | 26.101.703 |

### Live!
| Land/Region                  | Auszeichnungen für Musikverkäufe (Land/Region, Auszeichnung, Verkäufe) | Verkäufe  |
| ---------------------------- | ---------------------------------------------------------------------- | --------- |
| Deutschland (BVMI)           | Gold                                                                   | 250.000   |
| Frankreich (SNEP)            | Gold                                                                   | 100.000   |
| Niederlande (NVPI)           | Platin                                                                 | 100.000   |
| Österreich (IFPI)            | Gold                                                                   | 25.000    |
| Schweiz (IFPI)               | Gold                                                                   | 25.000    |
| Vereinigte Staaten (RIAA)    | Gold                                                                   | 500.000   |
| Vereinigtes Königreich (BPI) | Silber                                                                 | 60.000    |
| Insgesamt                    | 1× Silber · 5× Gold · 1× Platin ·                                      | 1.060.000 |

### Natty Dread
| Land/Region                  | Auszeichnungen für Musikverkäufe (Land/Region, Auszeichnung, Verkäufe) | Verkäufe |
| ---------------------------- | ---------------------------------------------------------------------- | -------- |
| Frankreich (SNEP)            | Gold                                                                   | 100.000  |
| Neuseeland (RMNZ)            | Platin                                                                 | 20.000   |
| Vereinigtes Königreich (BPI) | Gold                                                                   | 100.000  |
| Insgesamt                    | 2× Gold · 1× Platin ·                                                  | 220.000  |

### Natural Mystic – The Legend Lives On
| Land/Region                  | Auszeichnungen für Musikverkäufe (Land/Region, Auszeichnung, Verkäufe) | Verkäufe  |
| ---------------------------- | ---------------------------------------------------------------------- | --------- |
| Argentinien (CAPIF)          | Gold                                                                   | 30.000    |
| Europa (IFPI)                | Platin                                                                 | 1.000.000 |
| Frankreich (SNEP)            | Gold                                                                   | (100.000) |
| Neuseeland (RMNZ)            | 2× Platin                                                              | 30.000    |
| Schweiz (IFPI)               | Gold                                                                   | (25.000)  |
| Spanien (Promusicae)         | Gold                                                                   | (50.000)  |
| Vereinigte Staaten (RIAA)    | Gold                                                                   | 500.000   |
| Vereinigtes Königreich (BPI) | Gold                                                                   | (100.000) |
| Insgesamt                    | 6× Gold · 3× Platin ·                                                  | 1.560.000 |

### One Love
| Land/Region       | Auszeichnungen für Musikverkäufe (Land/Region, Auszeichnung, Verkäufe) | Verkäufe |
| ----------------- | ---------------------------------------------------------------------- | -------- |
| Neuseeland (RMNZ) | Platin                                                                 | 15.000   |
| Insgesamt         | 1× Platin ·                                                            | 15.000   |

### One Love – The Very Best of
| Land/Region                  | Auszeichnungen für Musikverkäufe (Land/Region, Auszeichnung, Verkäufe) | Verkäufe  |
| ---------------------------- | ---------------------------------------------------------------------- | --------- |
| Argentinien (CAPIF)          | Platin                                                                 | 40.000    |
| Australien (ARIA)            | Platin                                                                 | 70.000    |
| Belgien (BRMA)               | Gold                                                                   | (25.000)  |
| Brasilien (PMB)              | Gold                                                                   | 30.000    |
| Dänemark (IFPI)              | Gold                                                                   | (25.000)  |
| Europa (IFPI)                | Platin                                                                 | 1.000.000 |
| Japan (RIAJ)                 | Platin                                                                 | 200.000   |
| Kanada (MC)                  | Platin                                                                 | 100.000   |
| Neuseeland (RMNZ)            | Platin                                                                 | 15.000    |
| Niederlande (NVPI)           | Platin                                                                 | (80.000)  |
| Schweden (IFPI)              | Gold                                                                   | (40.000)  |
| Schweiz (IFPI)               | Gold                                                                   | (20.000)  |
| Spanien (Promusicae)         | Platin                                                                 | (100.000) |
| Vereinigtes Königreich (BPI) | Gold                                                                   | (100.000) |
| Insgesamt                    | 6× Gold · 8× Platin ·                                                  | 1.455.000 |

### Rastaman Vibration
| Land/Region                  | Auszeichnungen für Musikverkäufe (Land/Region, Auszeichnung, Verkäufe) | Verkäufe |
| ---------------------------- | ---------------------------------------------------------------------- | -------- |
| Australien (ARIA)            | Gold                                                                   | 20.000   |
| Frankreich (SNEP)            | Gold                                                                   | 100.000  |
| Neuseeland (RMNZ)            | 2× Platin                                                              | 40.000   |
| Vereinigte Staaten (RIAA)    | Gold                                                                   | 500.000  |
| Vereinigtes Königreich (BPI) | Gold                                                                   | 100.000  |
| Insgesamt                    | 4× Gold · 2× Platin ·                                                  | 760.000  |

### Rebel Music
| Land/Region       | Auszeichnungen für Musikverkäufe (Land/Region, Auszeichnung, Verkäufe) | Verkäufe |
| ----------------- | ---------------------------------------------------------------------- | -------- |
| Neuseeland (RMNZ) | Gold                                                                   | 10.000   |
| Insgesamt         | 1× Gold ·                                                              | 10.000   |

### Lively Up Yourself
| Land/Region                  | Auszeichnungen für Musikverkäufe (Land/Region, Auszeichnung, Verkäufe) | Verkäufe |
| ---------------------------- | ---------------------------------------------------------------------- | -------- |
| Vereinigtes Königreich (BPI) | Gold                                                                   | 100.000  |
| Insgesamt                    | 1× Gold ·                                                              | 100.000  |

### Songs of Freedom
| Land/Region                  | Auszeichnungen für Musikverkäufe (Land/Region, Auszeichnung, Verkäufe) | Verkäufe |
| ---------------------------- | ---------------------------------------------------------------------- | -------- |
| Kanada (MC)                  | Platin                                                                 | 100.000  |
| Vereinigte Staaten (RIAA)    | 2× Platin                                                              | 500.000  |
| Vereinigtes Königreich (BPI) | Silber                                                                 | 60.000   |
| Insgesamt                    | 1× Silber · 3× Platin ·                                                | 660.000  |

### Survival
| Land/Region                  | Auszeichnungen für Musikverkäufe (Land/Region, Auszeichnung, Verkäufe) | Verkäufe |
| ---------------------------- | ---------------------------------------------------------------------- | -------- |
| Frankreich (SNEP)            | Platin                                                                 | 300.000  |
| Kanada (MC)                  | Gold                                                                   | 50.000   |
| Neuseeland (RMNZ)            | 2× Platin                                                              | 40.000   |
| Spanien (Promusicae)         | Platin                                                                 | 100.000  |
| Vereinigtes Königreich (BPI) | Gold                                                                   | 100.000  |
| Insgesamt                    | 2× Gold · 4× Platin ·                                                  | 590.000  |

### The Best of Bob Marley & The Wailers
| Land/Region                  | Auszeichnungen für Musikverkäufe (Land/Region, Auszeichnung, Verkäufe) | Verkäufe |
| ---------------------------- | ---------------------------------------------------------------------- | -------- |
| Vereinigtes Königreich (BPI) | Gold                                                                   | 100.000  |
| Insgesamt                    | 1× Gold ·                                                              | 100.000  |

### The Essential Collection
| Land/Region                  | Auszeichnungen für Musikverkäufe (Land/Region, Auszeichnung, Verkäufe) | Verkäufe |
| ---------------------------- | ---------------------------------------------------------------------- | -------- |
| Vereinigtes Königreich (BPI) | Silber                                                                 | 60.000   |
| Insgesamt                    | 1× Silber ·                                                            | 60.000   |

### The Great Bob Marley
| Land/Region       | Auszeichnungen für Musikverkäufe (Land/Region, Auszeichnung, Verkäufe) | Verkäufe |
| ----------------- | ---------------------------------------------------------------------- | -------- |
| Australien (ARIA) | Gold                                                                   | 35.000   |
| Insgesamt         | 1× Gold ·                                                              | 35.000   |

### Uprising
| Land/Region                  | Auszeichnungen für Musikverkäufe (Land/Region, Auszeichnung, Verkäufe) | Verkäufe  |
| ---------------------------- | ---------------------------------------------------------------------- | --------- |
| Australien (ARIA)            | Gold                                                                   | 20.000    |
| Dänemark (IFPI)              | Gold                                                                   | 10.000    |
| Deutschland (BVMI)           | Gold                                                                   | 250.000   |
| Frankreich (SNEP)            | 2× Platin                                                              | 600.000   |
| Italien (FIMI)               | Gold                                                                   | 25.000    |
| Neuseeland (RMNZ)            | 4× Platin                                                              | 80.000    |
| Spanien (Promusicae)         | Gold                                                                   | 50.000    |
| Vereinigte Staaten (RIAA)    | Gold                                                                   | 500.000   |
| Vereinigtes Königreich (BPI) | Gold                                                                   | 100.000   |
| Insgesamt                    | 7× Gold · 6× Platin ·                                                  | 1.635.000 |

## Auszeichnungen nach Singles

### Buffalo Soldier
| Land/Region                  | Auszeichnungen für Musikverkäufe (Land/Region, Auszeichnung, Verkäufe) | Verkäufe |
| ---------------------------- | ---------------------------------------------------------------------- | -------- |
| Italien (FIMI)               | Gold                                                                   | 25.000   |
| Neuseeland (RMNZ)            | 3× Platin                                                              | 90.000   |
| Spanien (Promusicae)         | Gold                                                                   | 30.000   |
| Vereinigtes Königreich (BPI) | Platin                                                                 | 600.000  |
| Insgesamt                    | 2× Gold · 4× Platin ·                                                  | 745.000  |

### Could You Be Loved
| Land/Region                  | Auszeichnungen für Musikverkäufe (Land/Region, Auszeichnung, Verkäufe) | Verkäufe  |
| ---------------------------- | ---------------------------------------------------------------------- | --------- |
| Brasilien (PMB)              | Gold                                                                   | 30.000    |
| Dänemark (IFPI)              | Platin                                                                 | 90.000    |
| Deutschland (BVMI)           | Gold                                                                   | 250.000   |
| Italien (FIMI)               | Platin                                                                 | 50.000    |
| Neuseeland (RMNZ)            | 7× Platin                                                              | 210.000   |
| Portugal (AFP)               | Platin                                                                 | 10.000    |
| Spanien (Promusicae)         | Platin                                                                 | 60.000    |
| Vereinigtes Königreich (BPI) | 2× Platin                                                              | 1.200.000 |
| Insgesamt                    | 2× Gold · 13× Platin ·                                                 | 1.900.000 |

### Exodus
| Land/Region                  | Auszeichnungen für Musikverkäufe (Land/Region, Auszeichnung, Verkäufe) | Verkäufe |
| ---------------------------- | ---------------------------------------------------------------------- | -------- |
| Vereinigtes Königreich (BPI) | Silber                                                                 | 200.000  |
| Insgesamt                    | 1× Silber ·                                                            | 200.000  |

### Get Up, Stand Up
| Land/Region                  | Auszeichnungen für Musikverkäufe (Land/Region, Auszeichnung, Verkäufe) | Verkäufe |
| ---------------------------- | ---------------------------------------------------------------------- | -------- |
| Vereinigtes Königreich (BPI) | Silber                                                                 | 200.000  |
| Insgesamt                    | 1× Silber ·                                                            | 200.000  |

### I Shot the Sheriff
| Land/Region                  | Auszeichnungen für Musikverkäufe (Land/Region, Auszeichnung, Verkäufe) | Verkäufe |
| ---------------------------- | ---------------------------------------------------------------------- | -------- |
| Vereinigtes Königreich (BPI) | Silber                                                                 | 200.000  |
| Insgesamt                    | 1× Silber ·                                                            | 200.000  |

### Iron Lion Zion
| Land/Region       | Auszeichnungen für Musikverkäufe (Land/Region, Auszeichnung, Verkäufe) | Verkäufe |
| ----------------- | ---------------------------------------------------------------------- | -------- |
| Neuseeland (RMNZ) | Gold                                                                   | 5.000    |
| Insgesamt         | 1× Gold ·                                                              | 5.000    |

### Is This Love
| Land/Region                  | Auszeichnungen für Musikverkäufe (Land/Region, Auszeichnung, Verkäufe) | Verkäufe  |
| ---------------------------- | ---------------------------------------------------------------------- | --------- |
| Brasilien (PMB)              | Gold                                                                   | 30.000    |
| Dänemark (IFPI)              | Platin                                                                 | 90.000    |
| Deutschland (BVMI)           | Gold                                                                   | 250.000   |
| Italien (FIMI)               | Platin                                                                 | 50.000    |
| Neuseeland (RMNZ)            | 6× Platin                                                              | 180.000   |
| Spanien (Promusicae)         | 2× Platin                                                              | 120.000   |
| Vereinigtes Königreich (BPI) | 2× Platin                                                              | 1.200.000 |
| Insgesamt                    | 2× Gold · 12× Platin ·                                                 | 1.920.000 |

### Is This Love (Remix)
| Land/Region                  | Auszeichnungen für Musikverkäufe (Land/Region, Auszeichnung, Verkäufe) | Verkäufe |
| ---------------------------- | ---------------------------------------------------------------------- | -------- |
| Vereinigtes Königreich (BPI) | Platin                                                                 | 600.000  |
| Insgesamt                    | 1× Platin ·                                                            | 600.000  |

### Jamming
| Land/Region                  | Auszeichnungen für Musikverkäufe (Land/Region, Auszeichnung, Verkäufe) | Verkäufe |
| ---------------------------- | ---------------------------------------------------------------------- | -------- |
| Brasilien (PMB)              | Gold                                                                   | 30.000   |
| Italien (FIMI)               | Gold                                                                   | 25.000   |
| Neuseeland (RMNZ)            | 4× Platin                                                              | 120.000  |
| Portugal (AFP)               | Gold                                                                   | 5.000    |
| Spanien (Promusicae)         | Gold                                                                   | 30.000   |
| Vereinigtes Königreich (BPI) | Platin                                                                 | 600.000  |
| Insgesamt                    | 4× Gold · 5× Platin ·                                                  | 810.000  |

### Natural Mystic
| Land/Region                  | Auszeichnungen für Musikverkäufe (Land/Region, Auszeichnung, Verkäufe) | Verkäufe |
| ---------------------------- | ---------------------------------------------------------------------- | -------- |
| Vereinigtes Königreich (BPI) | Silber                                                                 | 200.000  |
| Insgesamt                    | 1× Silber ·                                                            | 200.000  |

### No Woman, No Cry
| Land/Region                  | Auszeichnungen für Musikverkäufe (Land/Region, Auszeichnung, Verkäufe) | Verkäufe |
| ---------------------------- | ---------------------------------------------------------------------- | -------- |
| Brasilien (PMB)              | Gold                                                                   | 30.000   |
| Italien (FIMI)               | Gold                                                                   | 25.000   |
| Neuseeland (RMNZ)            | 2× Platin                                                              | 60.000   |
| Spanien (Promusicae)         | Gold                                                                   | 30.000   |
| Vereinigtes Königreich (BPI) | Platin                                                                 | 600.000  |
| Insgesamt                    | 3× Gold · 3× Platin ·                                                  | 745.000  |

### One Love / People Get Ready
| Land/Region                  | Auszeichnungen für Musikverkäufe (Land/Region, Auszeichnung, Verkäufe) | Verkäufe |
| ---------------------------- | ---------------------------------------------------------------------- | -------- |
| Brasilien (PMB)              | Gold                                                                   | 30.000   |
| Italien (FIMI)               | Gold                                                                   | 25.000   |
| Neuseeland (RMNZ)            | 3× Platin                                                              | 90.000   |
| Spanien (Promusicae)         | Gold                                                                   | 30.000   |
| Vereinigtes Königreich (BPI) | Platin                                                                 | 600.000  |
| Insgesamt                    | 2× Gold · 4× Platin ·                                                  | 775.000  |

### Redemption Song
| Land/Region                  | Auszeichnungen für Musikverkäufe (Land/Region, Auszeichnung, Verkäufe) | Verkäufe |
| ---------------------------- | ---------------------------------------------------------------------- | -------- |
| Brasilien (PMB)              | Gold                                                                   | 30.000   |
| Italien (FIMI)               | Gold                                                                   | 25.000   |
| Neuseeland (RMNZ)            | 2× Platin                                                              | 60.000   |
| Spanien (Promusicae)         | Gold                                                                   | 30.000   |
| Vereinigtes Königreich (BPI) | Platin                                                                 | 600.000  |
| Insgesamt                    | 3× Gold · 3× Platin ·                                                  | 745.000  |

### Satisfy My Soul
| Land/Region                  | Auszeichnungen für Musikverkäufe (Land/Region, Auszeichnung, Verkäufe) | Verkäufe |
| ---------------------------- | ---------------------------------------------------------------------- | -------- |
| Vereinigtes Königreich (BPI) | Silber                                                                 | 200.000  |
| Insgesamt                    | 1× Silber ·                                                            | 200.000  |

### Stir It Up
| Land/Region                  | Auszeichnungen für Musikverkäufe (Land/Region, Auszeichnung, Verkäufe) | Verkäufe |
| ---------------------------- | ---------------------------------------------------------------------- | -------- |
| Neuseeland (RMNZ)            | Platin                                                                 | 30.000   |
| Vereinigtes Königreich (BPI) | Gold                                                                   | 400.000  |
| Insgesamt                    | 1× Gold · 1× Platin ·                                                  | 430.000  |

### Sun Is Shining (Version ’77)
| Land/Region                  | Auszeichnungen für Musikverkäufe (Land/Region, Auszeichnung, Verkäufe) | Verkäufe |
| ---------------------------- | ---------------------------------------------------------------------- | -------- |
| Vereinigtes Königreich (BPI) | Silber                                                                 | 200.000  |
| Insgesamt                    | 1× Silber ·                                                            | 200.000  |

### Sun Is Shining (Funkstar De Luxe Remix)
| Land/Region                  | Auszeichnungen für Musikverkäufe (Land/Region, Auszeichnung, Verkäufe) | Verkäufe |
| ---------------------------- | ---------------------------------------------------------------------- | -------- |
| Belgien (BRMA)               | Gold                                                                   | 25.000   |
| Frankreich (SNEP)            | Silber                                                                 | 125.000  |
| Neuseeland (RMNZ)            | Gold                                                                   | 5.000    |
| Schweden (IFPI)              | Gold                                                                   | 15.000   |
| Vereinigtes Königreich (BPI) | Silber                                                                 | 200.000  |
| Insgesamt                    | 2× Silber · 3× Gold ·                                                  | 370.000  |

### Three Little Birds
| Land/Region                  | Auszeichnungen für Musikverkäufe (Land/Region, Auszeichnung, Verkäufe) | Verkäufe  |
| ---------------------------- | ---------------------------------------------------------------------- | --------- |
| Brasilien (PMB)              | Gold                                                                   | 30.000    |
| Dänemark (IFPI)              | Platin                                                                 | 90.000    |
| Deutschland (BVMI)           | Gold                                                                   | 250.000   |
| Italien (FIMI)               | Platin                                                                 | 70.000    |
| Neuseeland (RMNZ)            | 6× Platin                                                              | 180.000   |
| Spanien (Promusicae)         | Platin                                                                 | 60.000    |
| Vereinigtes Königreich (BPI) | 3× Platin                                                              | 1.800.000 |
| Insgesamt                    | 2× Gold · 12× Platin ·                                                 | 2.480.000 |

### Turn Your Lights Down Low
| Land/Region                  | Auszeichnungen für Musikverkäufe (Land/Region, Auszeichnung, Verkäufe) | Verkäufe |
| ---------------------------- | ---------------------------------------------------------------------- | -------- |
| Frankreich (SNEP)            | Silber                                                                 | 125.000  |
| Neuseeland (RMNZ)            | 2× Platin                                                              | 20.000   |
| Schweden (IFPI)              | Gold                                                                   | 15.000   |
| Vereinigtes Königreich (BPI) | Silber                                                                 | 200.000  |
| Insgesamt                    | 2× Silber · 1× Gold · 2× Platin ·                                      | 360.000  |

### Waiting In Vain
| Land/Region                  | Auszeichnungen für Musikverkäufe (Land/Region, Auszeichnung, Verkäufe) | Verkäufe |
| ---------------------------- | ---------------------------------------------------------------------- | -------- |
| Neuseeland (RMNZ)            | 2× Platin                                                              | 20.000   |
| Vereinigtes Königreich (BPI) | Gold                                                                   | 400.000  |
| Insgesamt                    | 1× Gold · 2× Platin ·                                                  | 460.000  |

## Auszeichnungen nach Autorenbeteiligungen und Produktionen

### I Shot the Sheriff(Eric Clapton)
| Land/Region               | Auszeichnungen für Musikverkäufe (Land/Region, Auszeichnung, Verkäufe) | Verkäufe  |
| ------------------------- | ---------------------------------------------------------------------- | --------- |
| Vereinigte Staaten (RIAA) | Gold                                                                   | 1.000.000 |
| Insgesamt                 | 1× Gold ·                                                              | 1.000.000 |

### I Shot the Sheriff(Warren G)
| Land/Region               | Auszeichnungen für Musikverkäufe (Land/Region, Auszeichnung, Verkäufe) | Verkäufe |
| ------------------------- | ---------------------------------------------------------------------- | -------- |
| Australien (ARIA)         | Gold                                                                   | 35.000   |
| Neuseeland (RMNZ)         | Gold                                                                   | 7.500    |
| Vereinigte Staaten (RIAA) | Gold                                                                   | 500.000  |
| Insgesamt                 | 3× Gold ·                                                              | 542.500  |

### No Woman, No Cry(Fugees)
| Land/Region                  | Auszeichnungen für Musikverkäufe (Land/Region, Auszeichnung, Verkäufe) | Verkäufe |
| ---------------------------- | ---------------------------------------------------------------------- | -------- |
| Frankreich (SNEP)            | Silber                                                                 | 125.000  |
| Neuseeland (RMNZ)            | Gold                                                                   | 7.500    |
| Vereinigtes Königreich (BPI) | Silber                                                                 | 200.000  |
| Insgesamt                    | 2× Silber · 1× Gold ·                                                  | 332.500  |

### Stay the Night (James Blunt)
| Land/Region        | Auszeichnungen für Musikverkäufe (Land/Region, Auszeichnung, Verkäufe) | Verkäufe |
| ------------------ | ---------------------------------------------------------------------- | -------- |
| Australien (ARIA)  | Platin                                                                 | 70.000   |
| Deutschland (BVMI) | Gold                                                                   | 150.000  |
| Italien (FIMI)     | Gold                                                                   | 15.000   |
| Neuseeland (RMNZ)  | Gold                                                                   | 7.500    |
| Insgesamt          | 3× Gold · 1× Platin ·                                                  | 242.500  |

### Window Shopper (50 Cent)
| Land/Region                  | Auszeichnungen für Musikverkäufe (Land/Region, Auszeichnung, Verkäufe) | Verkäufe  |
| ---------------------------- | ---------------------------------------------------------------------- | --------- |
| Brasilien (PMB)              | Gold                                                                   | 30.000    |
| Vereinigte Staaten (RIAA)    | Platin (Single) · + Gold (Mastertone)                                  | 1.500.000 |
| Vereinigtes Königreich (BPI) | Silber                                                                 | 200.000   |
| Insgesamt                    | 1× Silber · 2× Gold · 1× Platin ·                                      | 1.730.000 |

## Auszeichnungen nach Videoalben

### Bob Marley: The Legend Live
| Land/Region               | Auszeichnungen für Musikverkäufe (Land/Region, Auszeichnung, Verkäufe) | Verkäufe |
| ------------------------- | ---------------------------------------------------------------------- | -------- |
| Argentinien (CAPIF)       | Platin                                                                 | 8.000    |
| Vereinigte Staaten (RIAA) | Gold                                                                   | 50.000   |
| Insgesamt                 | 1× Gold · 1× Platin ·                                                  | 58.000   |

### Legend
| Land/Region                  | Auszeichnungen für Musikverkäufe (Land/Region, Auszeichnung, Verkäufe) | Verkäufe |
| ---------------------------- | ---------------------------------------------------------------------- | -------- |
| Argentinien (CAPIF)          | 8× Platin                                                              | 64.000   |
| Deutschland (BVMI)           | Gold                                                                   | 25.000   |
| Frankreich (SNEP)            | Platin                                                                 | 20.000   |
| Neuseeland (RMNZ)            | Platin                                                                 | 5.000    |
| Schweiz (IFPI)               | Gold                                                                   | 3.000    |
| Vereinigte Staaten (RIAA)    | Platin                                                                 | 100.000  |
| Vereinigtes Königreich (BPI) | Gold                                                                   | 25.000   |
| Insgesamt                    | 3× Gold · 11× Platin ·                                                 | 242.000  |

### Live / Live at the Rainbow
| Land/Region                  | Auszeichnungen für Musikverkäufe (Land/Region, Auszeichnung, Verkäufe) | Verkäufe |
| ---------------------------- | ---------------------------------------------------------------------- | -------- |
| Argentinien (CAPIF)          | Platin                                                                 | 8.000    |
| Frankreich (SNEP)            | Gold                                                                   | 10.000   |
| Vereinigte Staaten (RIAA)    | Gold                                                                   | 50.000   |
| Vereinigtes Königreich (BPI) | Gold                                                                   | 25.000   |
| Insgesamt                    | 3× Gold · 1× Platin ·                                                  | 93.000   |

### Marley
| Land/Region                  | Auszeichnungen für Musikverkäufe (Land/Region, Auszeichnung, Verkäufe) | Verkäufe |
| ---------------------------- | ---------------------------------------------------------------------- | -------- |
| Vereinigtes Königreich (BPI) | 2× Platin                                                              | 100.000  |
| Insgesamt                    | 2× Platin ·                                                            | 100.000  |

### One Love – The Very Best of
| Land/Region         | Auszeichnungen für Musikverkäufe (Land/Region, Auszeichnung, Verkäufe) | Verkäufe |
| ------------------- | ---------------------------------------------------------------------- | -------- |
| Argentinien (CAPIF) | 2× Platin                                                              | 16.000   |
| Insgesamt           | 2× Platin ·                                                            | 16.000   |

### Spiritual Journey
| Land/Region       | Auszeichnungen für Musikverkäufe (Land/Region, Auszeichnung, Verkäufe) | Verkäufe |
| ----------------- | ---------------------------------------------------------------------- | -------- |
| Frankreich (SNEP) | Gold                                                                   | 10.000   |
| Insgesamt         | 1× Gold ·                                                              | 10.000   |

### The Bob Marley Story: Caribbean Nights
| Land/Region               | Auszeichnungen für Musikverkäufe (Land/Region, Auszeichnung, Verkäufe) | Verkäufe |
| ------------------------- | ---------------------------------------------------------------------- | -------- |
| Vereinigte Staaten (RIAA) | Platin                                                                 | 100.000  |
| Insgesamt                 | 1× Platin ·                                                            | 100.000  |

### Time Will Tell
| Land/Region               | Auszeichnungen für Musikverkäufe (Land/Region, Auszeichnung, Verkäufe) | Verkäufe |
| ------------------------- | ---------------------------------------------------------------------- | -------- |
| Vereinigte Staaten (RIAA) | Gold                                                                   | 50.000   |
| Insgesamt                 | 1× Gold ·                                                              | 50.000   |

## Statistik und Quellen
| Land/RegionAuszeichnungen für Musikverkäufe (Land/Region, Auszeichnungen, Verkäufe, Quellen) | Silber       | Gold         | Platin         | Diamant     | Verkäufe    | Quellen |
| -------------------------------------------------------------------------------------------- | ------------ | ------------ | -------------- | ----------- | ----------- | --- |
| Argentinien (CAPIF)                                                                          | —            | Gold1        | 17× Platin17   | —           | 406.000     | capif.org.ar (Memento vom 6. Juli 2011 im Internet Archive)AR2 (Memento vom 31. Mai 2011 im Internet Archive) |
| Australien (ARIA)                                                                            | —            | 4× Gold4     | 9× Platin9     | —           | 720.000     | aria.com.au                                                                                                   |
| Belgien (BRMA)                                                                               | —            | 2× Gold2     | 4× Platin4     | —           | 250.000     | ultratop.be                                                                                                   |
| Brasilien (PMB)                                                                              | —            | 9× Gold9     | —              | —           | 270.000     | pro-musicabr.org.br                                                                                           |
| Dänemark (IFPI)                                                                              | —            | 2× Gold2     | 3× Platin3     | —           | 305.000     | ifpi.dk |
| Deutschland (BVMI)                                                                           | —            | 10× Gold10   | Platin1        | —           | 2.675.000   | musikindustrie.de                                                                                             |
| Europa (IFPI)                                                                                | —            | —            | 2× Platin2     | —           | (2.000.000) | ifpi.org (Memento vom 1. Januar 2014 im Internet Archive)                                                     |
| Finnland (IFPI)                                                                              | —            | Gold1        | —              | —           | 36.703      | ifpi.fi |
| Frankreich (SNEP)                                                                            | 4× Silber4   | 10× Gold10   | 8× Platin8     | Diamant1    | 4.515.000   | infodisc.fr snepmusique.com                                                                                   |
| Italien (FIMI)                                                                               | —            | 8× Gold8     | 5× Platin5     | —           | 460.000     | fimi.it |
| Japan (RIAJ)                                                                                 | —            | —            | Platin1        | —           | 200.000     | riaj.or.jp |
| Kanada (MC)                                                                                  | —            | 4× Gold4     | 4× Platin4     | —           | 600.000     | musiccanada.com                                                                                               |
| Neuseeland (RMNZ)                                                                            | —            | 7× Gold7     | 84× Platin84   | —           | 1.940.500   | aotearoamusiccharts.co.nz NZ2 (Memento vom 12. August 2011 im Internet Archive) NZ3                           |
| Niederlande (NVPI)                                                                           | —            | 2× Gold2     | 4× Platin4     | —           | 460.000     | nvpi.nl |
| Norwegen (IFPI)                                                                              | —            | Gold1        | —              | —           | 25.000      | ifpi.no (Memento vom 5. November 2012 im Internet Archive)                                                    |
| Österreich (IFPI)                                                                            | —            | Gold1        | 2× Platin2     | —           | 125.000     | ifpi.at |
| Polen (ZPAV)                                                                                 | —            | Gold1        | —              | —           | 50.000      | olis.pl |
| Portugal (AFP)                                                                               | —            | Gold1        | Platin1        | —           | 15.000      | Einzelnachweise                                                                                               |
| Schweden (IFPI)                                                                              | —            | 4× Gold4     | —              | —           | 110.000     | sverigetopplistan.se                                                                                          |
| Schweiz (IFPI)                                                                               | —            | 5× Gold5     | 3× Platin3     | —           | 248.000     | hitparade.ch                                                                                                  |
| Spanien (Promusicae)                                                                         | —            | 7× Gold7     | 7× Platin7     | —           | 790.000     | elportaldemusica.es ES2 ES3                                                                                   |
| Vereinigte Staaten (RIAA)                                                                    | —            | 15× Gold15   | 13× Platin13   | Diamant1    | 26.350.000  | riaa.com |
| Vereinigtes Königreich (BPI)                                                                 | 17× Silber17 | 15× Gold15   | 32× Platin32   | —           | 17.370.000  | bpi.co.uk |
| Insgesamt                                                                                    | 21× Silber21 | 110× Gold110 | 200× Platin200 | 2× Diamant2 |             | |